# Grigori Konstantinopolski
Grigori Konstantinopolski (russe : Марк Эйдельштейн), né le 29 janvier 1964 à Moscou est un acteur, réalisateur, scénariste, producteur de cinéma, compositeur et artiste peintre russe,,. 

## Filmographie

### Réalisateur
- 1988 - Elephants rouges (Красные слоны) [court métrage]
- 1991 - Etoile de son quartier (Звезда микрорайона) [documentaire, 7 min]
- 1999 - Huit Dollars et demi (Восемь с половиной долларов)
- 2001 - Hypnose (Гипноз)
- 2009 - Minette (ru) (Кошечка)
- 2010 - En visitant les contes de fée$ (В гостях у $kazki)
- 2011 - La Femelle (ru) (Самка)
- 2018 - Le Démon russe (ru) (Русский Бес)
- 2019 - L'Orage (ru) (Гроза)
- 2022 - Clip makers (ru) (Клипмейкеры)